# Isidella longiflora
Isidella longiflora is een zachte koraalsoort uit de familie Isididae. De koraalsoort komt uit het geslacht Isidella. Isidella longiflora werd in 1883 voor het eerst wetenschappelijk beschreven door Verrill. 